# Rangeet
Le Rangeet est une rivière indienne d'une longueur de 80 km qui coule dans les États du Sikkim et du Bengale-Occidental. Elle est un affluent de la Teesta dans le bassin du Brahmapoutre.

## Source de la traduction
- (en) Cet article est partiellement ou en totalité issu de l’article de Wikipédia en anglais intitulé « Rangeet River » (voir la liste des auteurs).